# Els Guiamets
Els Guiamets (loz giaˈmɛts) ist eine katalanische Gemeinde in der Provinz Tarragona im Nordosten Spaniens. Sie liegt in der Comarca Priorat.

## Geschichte
Der Ort wurde bereits im 13. Jahrhundert erwähnt, damals zu Tivissa gehörend. Die Herrschaftsverhältnisse wechselten mehrfach. Tivissa (und damit Guiamets) gehörten bis 1174 der Herrschaft Castellvell, danach der Baronie von Entença. Mit der Gründung der Grafschaft Prades (Condado de las Montañas de Prades) wurde die Baronie der Grafschaft zugeschlagen. Ab 1611 hatte die Gemeinde eine eigene Kirche.
Ende des 18. Jahrhunderts oder zu Beginn des 19. Jahrhunderts, sicherlich aber vor 1811 wurde Guiamets von Tivissa abgespalten und erhielt den Status einer eigenständigen Gemeinde. Im Jahr 1903 wurde das gesamte Stadtarchiv in einem Brand vernichtet. 1952 wurden am Berg La Tosseta  Gräber aus der Hallstattzeit entdeckt, mit zahlreichen Grabbeigaben aus Bronze und Eisen, darunter auch einige Armbänder. Im Januar 2018 verlegte Gunter Demnig im Ort einen Stolperstein für Neus Català i Pallejà.

## Lage
Die Gemeinde befindet sich rund 50 km westlich der Provinzhauptstadt Tarragona. Der von 1951 bis 1971 errichtete Stausee Pantà dels Guiamets () befindet sich zum Großteil im Gemeindegebiet von Els Guiamets. Er wird vom Fluss Riera de Capçanes gespeist und über den Riera de les Olles, einen Nebenfluss des Siurana, entwässert.

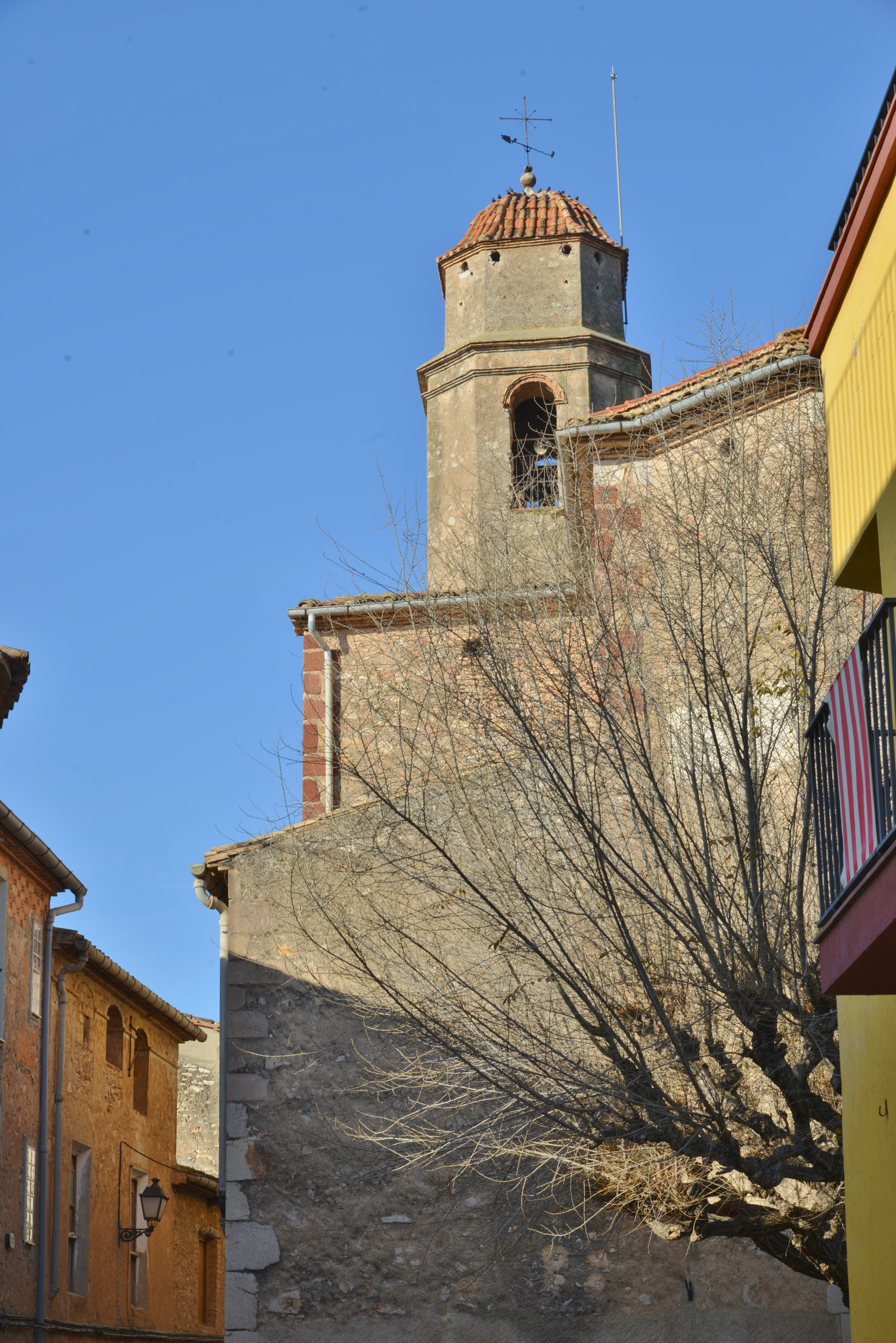
Parròquia Sant Lluís
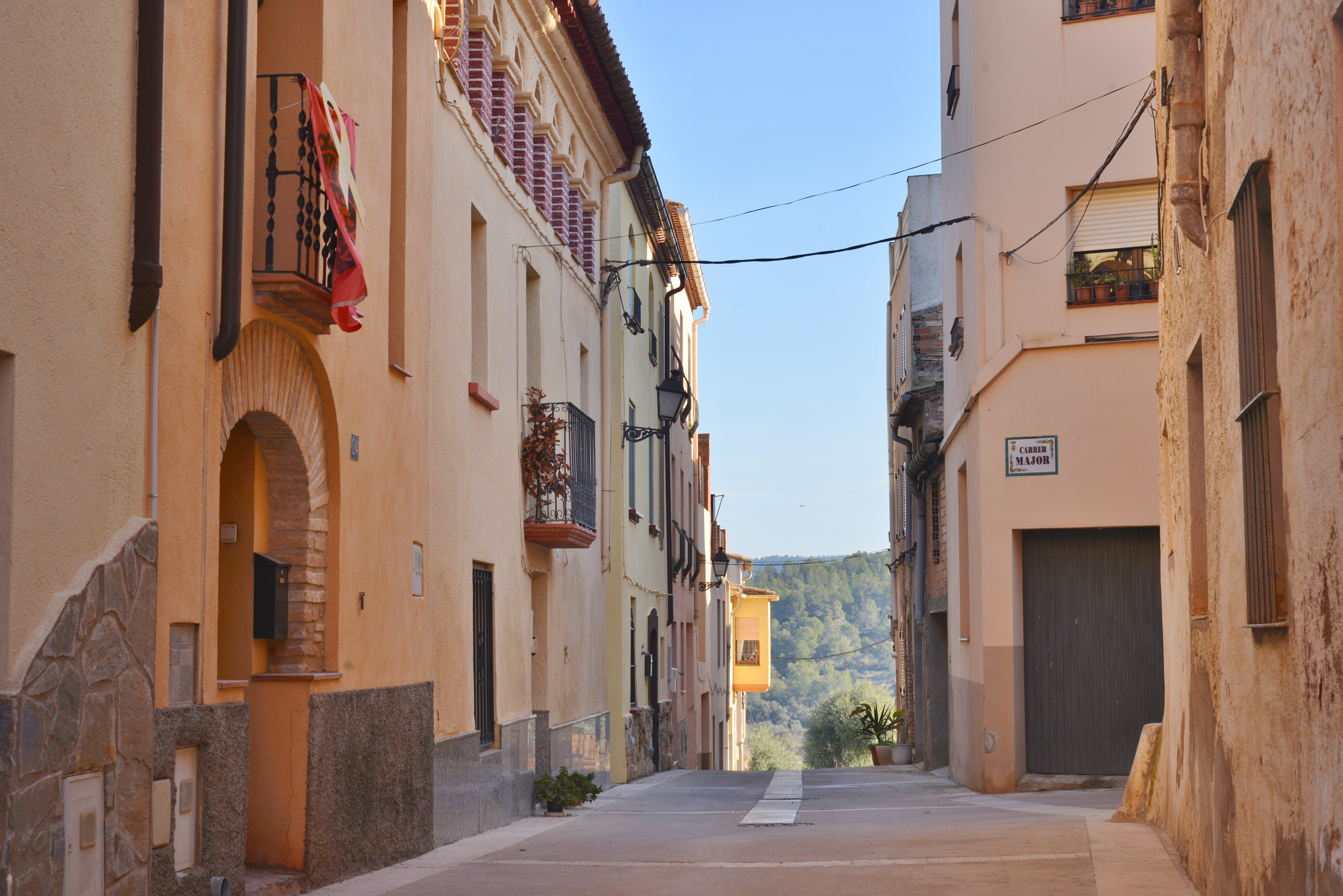
Straße in Els Guiamets
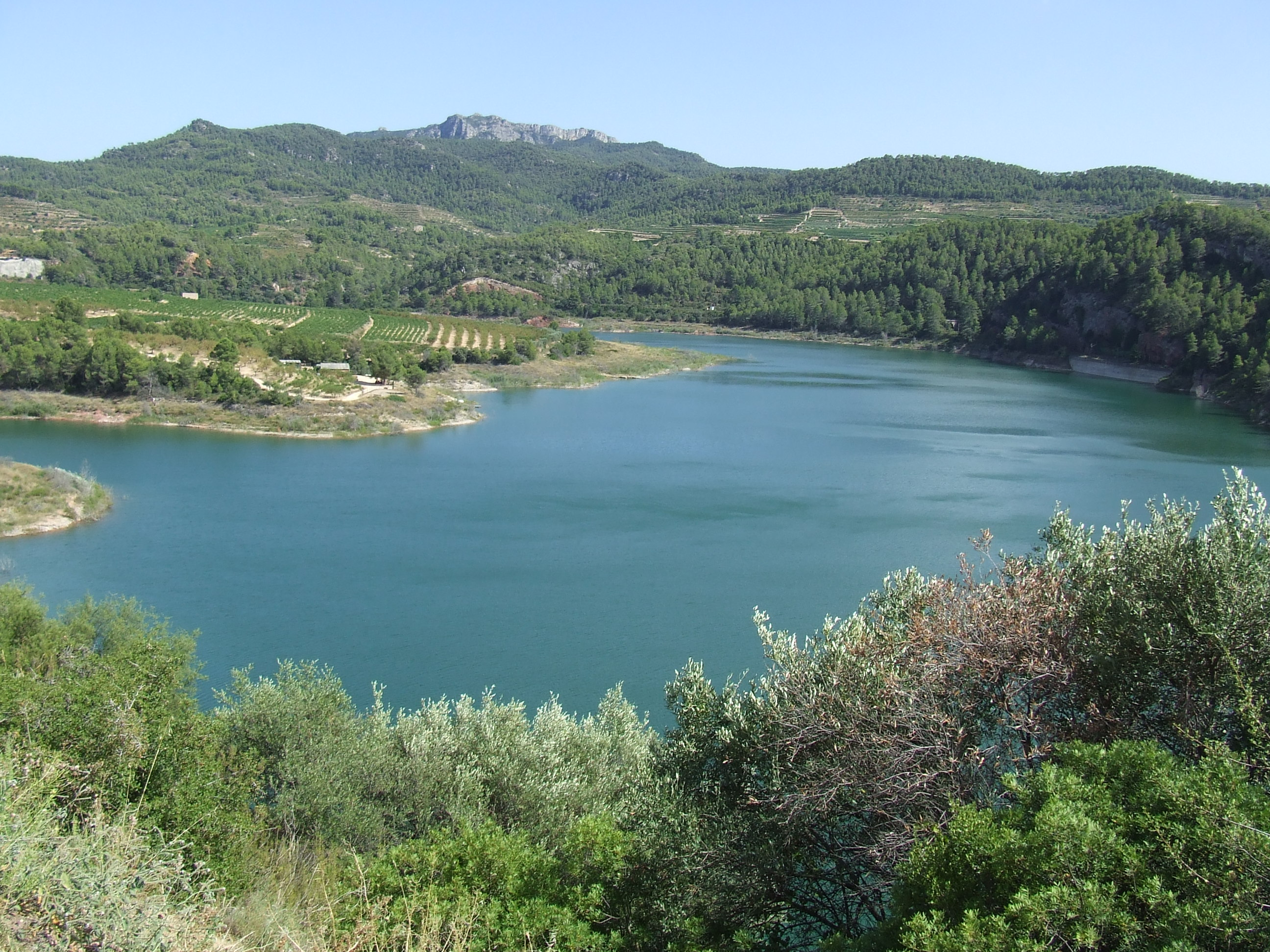
Blick auf den Stausee

## Demographie
1930 hatte die Gemeinde 416 Einwohner, 1970 339, 1986 305 und 2017 272.

## Söhne und Töchter der Gemeinde
- Neus Català i Pallejà (1915–2019), Überlebende des Konzentrationslagers Ravensbrück